# Ludwisarnia krakowska

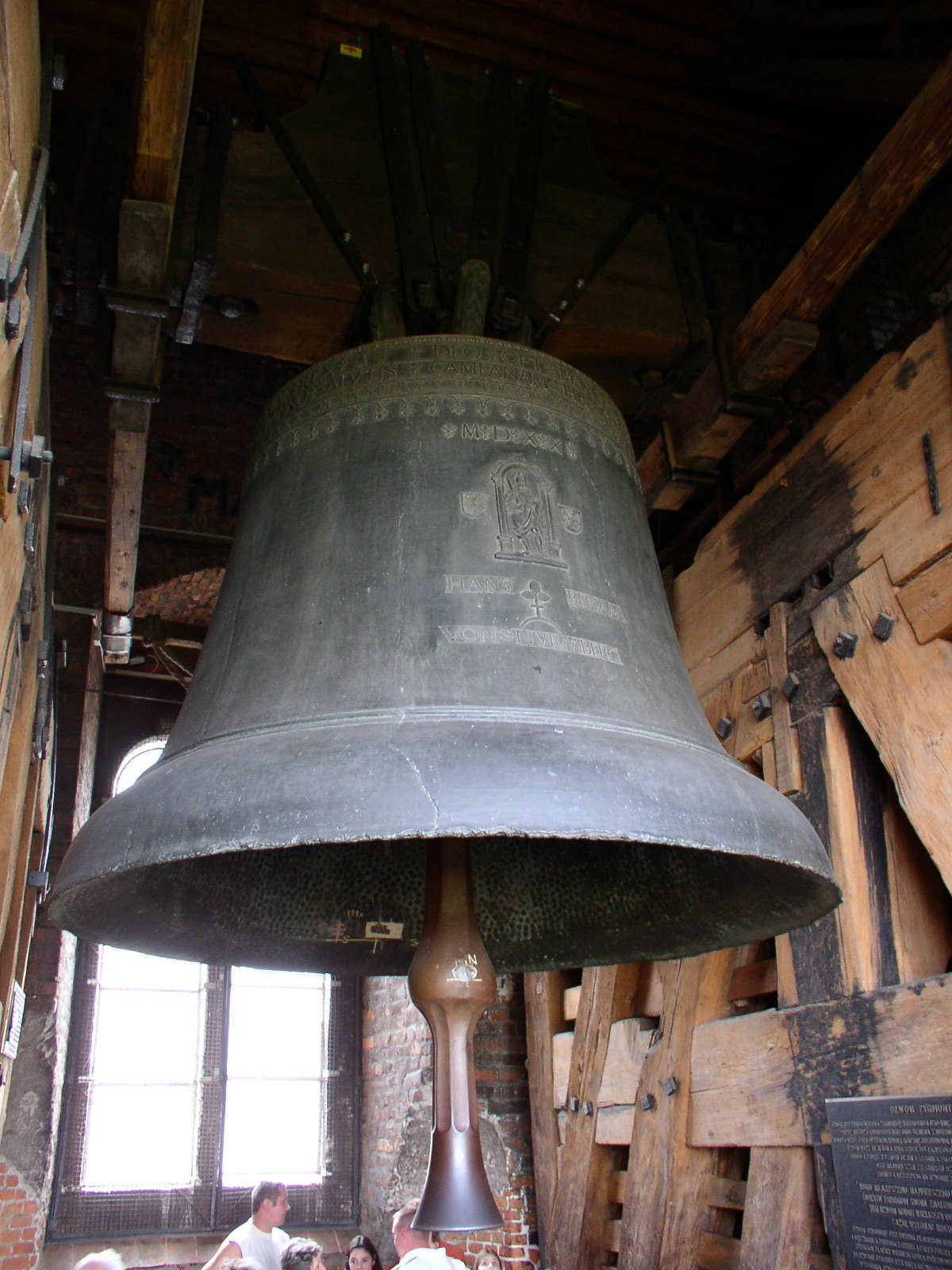
Dzwon Zygmunt

Ludwisarnia miejska w Krakowie – dawny zakład rzemieślniczy w Krakowie, w którym odlewano i obrabiano przedmioty z brązu, spiżu, miedzi i mosiądzu, głównie odlewano działa. Zlokalizowany na terenie międzymurza w ciągu fortyfikacji miejskich w pobliżu Bramy Sławkowskiej.
Ludwisarnia miejska  powstała najprawdopodobniej na przełomie XIII–XIV w., przy czym Kraków w XV wieku był już głównym ośrodkiem ludwisarstwa w Polsce. W 1520 w jednej z krakowskich ludwisarni norymberski ludwisarz Hans Behem odlał słynny krakowski dzwon Zygmunt – przez wiele wieków największy w Polsce.